# イラン・イスラム共和国国歌
イラン・イスラム共和国国歌（ペルシア語: سرود ملی جمهوری اسلامی ایران [soɾude melije dʒomhuɾije ʔeslɒmije ʔiɾɒn], ローマ字転写例: Sorude Melliye Jomhuriye Eslŭmiye Irŭn）はイランの国歌。

## 歴史
1980年9月に勃発したイラン・イラク戦争の記憶がまだ生々しい1990年に、コンテストによって選ばれたハサン・リヤーヒ作曲のこの曲が国歌として採用された。
「隠れイマームの再臨」と呼ばれ、1979年に巻き起こったイラン革命が達成されたイラン暦第11月のバフマン月などが歌詞にも登場する。
イスラム原理主義国家として捉えられることの多いイランだが、実際はペルシャ人という誇りをイスラム教徒であることと同じくらい誇りに思っていると思う国民は多い。そのため、イランの愛国歌である"Ey Iran"は現在も歌われている。

## 歌詞

### ペルシア語
| アラビア文字表記 | ラテン文字化 | 国際音声記号 |
| سر زد از افق مهر خاوران فروغ دیده‌ی حق‌باوران بهمن فر ایمان ماست پیامت ای امام، استقلال، آزادی، نقش جان ماست شهیدان، پیچیده در گوش زمان فریادتان پاینده مانی و جاودان جمهوری اسلامی ایران | Sar zad az ofoĝ mehre Ĥŭvarŭn, Foruĝe dideye haĝ bŭvarŭn. Bahman, farre Imŭne mŭst. Payŭmat ey Emŭm, esteĝlŭl, ŭzŭdi, naĝŝe jŭne mŭst. Ŝahidŭn, piĉide dar guŝe zamŭn faryŭdetŭn. Pŭyande mŭniyo jŭvedŭn. Jomhuriye Eslŭmiye Irŭn! | [sæɹ zæd̪ æz ofoɢ mehɾe xɒːvæɾɒːn ǀ] [foɾuːɣe d̪iːd̪eje hæɢ bɒːvæɾɒːn ‖] [bæhmæn ǀ fære iːmɒːne mɒːst̪ʰ ‖] [pʰæjɒːmæt̪ʰ ej emɒːm ǀ est̪ʰeɢlɒːl ǀ ɒːzɒːd̪iː ǀ næxʃe d͡ʒɒːne mɒːst̪ʰ ‖] [ʃæhiːd̪ɒːn ǀ pʰiːt͡ʃʰiːd̪e d̪æɾ ɡuːʃe zæmɒːn fæɾjɒːd̪et̪ʰɒːn ‖] [pʰɒːjænd̪e mɒːniːjo d͡ʒɒːved̪ɒːn ‖] [d͡ʒomhuːɾiːje eslɒːmiːje iːɾɒːn ‖] |

### 日本語訳
東の地平線より太陽は上り
その光は信仰深き者たちの目に照らす
バフマン月は我らの信仰の天頂
イマームのメッセージ、独立、自由は
我らの魂に刻まれている
殉教者よ君たちの叫びは我らの耳にも届いている
継続し、永続し、不朽たれ
イラン・イスラム共和国よ